# Louis François de Boufflers
Louis François de Boufflers, Duce de Boufflers (n. 10 ianuarie 1644, Crillon - d. 22 august 1711, Fontainebleau) a fost un militar francez ridicat la rangul de Mareșal al Franței în 1693 și devenit Pair al Franței în 1708.

## Biografie

### Origini și tinerețea
S-a născut în familia Boufflers una din cele mai vechi și mai nobile familii din Picardia. Format la școala Marelui Condé și a vicontelui de Turenne, se distinge în timpul Războiului franco-olandez (1672-1678) și este avansat la gradul de general-locotenent al dragonilor. Se căsătorește cu Catherine Charlotte de Gramond, fiica lui Antoine-Charles de Gramont.

### Cariera militară
Cucerește Mainz în 1688, în ciuda noilor fortificații realizate de arhiepiscopul și prințul elector Anselm Franz von Ingelheim. În 1690 contribuie la victoria de la Fleurus, iar în 1693 cucerește Veurne. Tot în 1693 devine Mareșal al Franței, iar anul următor este ridicat la rangul de duce. În 1694 primește sarcina de a apăra Namur, asediat de William de Orania. După două luni de asediu în orașul fortificat de Vauban și aspre lupte, și după ce pierde 8000 de oameni dintr-un total de 13000, Boufflers se predă pe 5 septembrie 1695.

### Războiul Succesiunii Spaniole
În 1702 primește comanda Armatei din Flandra. În timpul Războiul de Succesiune Spaniol primește comanda armatei din Țările de Jos. Îi învinge pe olandezi în bătălia de la Nijmegen. În 1704 primește comanda Gărzii de corp a regelui. Apără Lille în 1708, asediat de trupele Prințului Eugen de Savoia și ale Ducelui de Marlborough. După trei luni de asediu este nevoit să se predea. Este răsplătit de regele său ca un învingător. Este un fel de triumf - inamicul, apreciind meritele sale, îi permite să dicteze proprii termeni de capitulare. În 1709 se oferă să lupte sub comanda mai tânărului Claude Louis Hector de Villars, în bătălia de la Malplaquet. În timpul luptei, Villars este rănit, iar Boufflers preia comanda și după înfrângere efectuează retragerea fără a pierde un tun sau un prizonier.
Moare la Fontainebleau pe 22 august 1711.

## Legături externe
- en Louis Francois de Boufflers Arhivat în 19 noiembrie 2017, la Wayback Machine.